# Joseph di Spagna
Joseph di Spagna è stato un mercante ebreo, probabilmente radanita, del IX-X secolo. 
Potrebbe essere stato, secondo alcuni studiosi, colui che trasmise diversi trattati di matematica in uso poi nell'Europa medievale.
Abraham ibn Dawud e altri affermavano che Joseph di Spagna avrebbe fatto conoscere agli Occidentali le cifre arabo-indiane, elaborate in India e adottate poi dai musulmani.